# Dumstrut

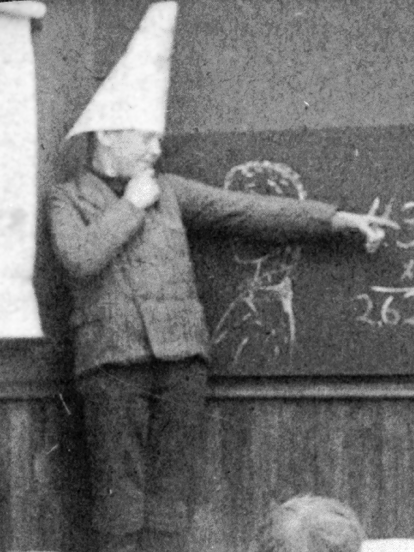
En amerikansk elev i dumstrut runt 1906.

Dumstrut är vardagligt för en huvudbonad i form av en pappstrut. Dumstruten användes förr som bestraffningshjälpmedel för skamstraff i de lägre klasserna i skolan. Den elev som hade begått något fel blev av läraren beordrad att ta på sig dumstruten och därmed att skämmas inför sina klasskamrater. Dumstruten kombinerades ofta med en stund i skamvrån.
Under kulturrevolutionen förödmjukade ofta rödgardister sina politiska motståndare genom att paradera med dem där de tvingades vara iförda dumstrutar.